# Gantungan
Gantungan is een bestuurslaag in het regentschap Tegal van de provincie Midden-Java, Indonesië. Gantungan telt 3383 inwoners (volkstelling 2010).